# Spurbus Cambridgeshire

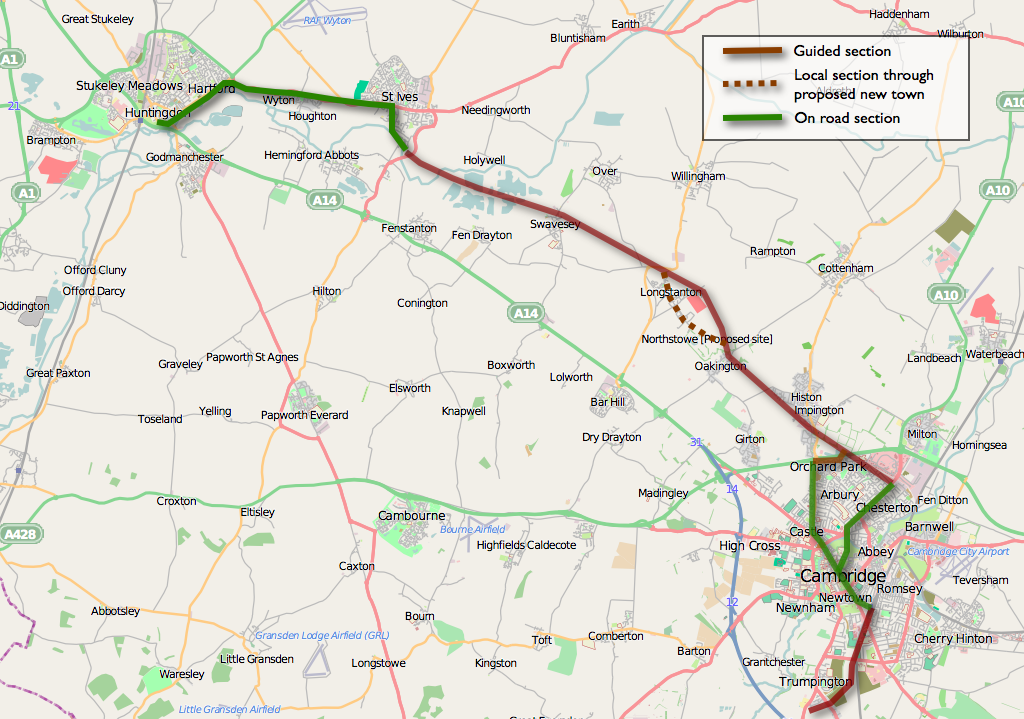
Streckenführung von Cambridge nach Huntingdon

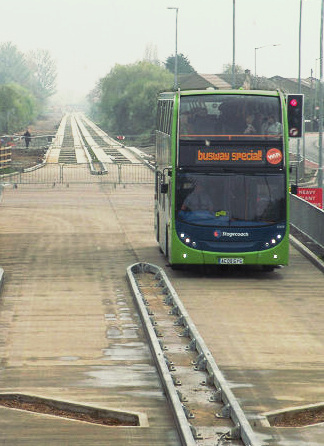
Stagecoach Scania N230 mit Spurführung bei einer Probefahrt

Der Spurbus Cambridgeshire (englisch Cambridgeshire Guided Busway (CGB)) ist mit 25 Kilometern Streckenlänge das längste spurgeführte Bussystem weltweit und wurde am 7. August 2011 eröffnet. Es stellt eine wichtige Verbindung des Öffentlichen Personennahverkehrs in der Grafschaft Cambridgeshire dar. Der umstrittene Bau dauerte viereinhalb Jahre und kostete 181 Mio. Pfund Sterling.
Die Strecke ist insgesamt 40 km lang, davon sind 25 km spurgeführter Weg. Zurzeit gibt es zwei Betreiber, die einen fünfjährigen Exklusivvertrag haben. Der Hauptbetreiber ist die Stagecoach Group in Perth/Schottland, die 40 Fahrzeuge bestellte. Die lokale Firma Whippet kaufte drei Spezialbusse für den Einsatz auf der Strecke. Die Infrastruktur der Strecke wird von der Grafschaft gestellt. Beide Firmen arbeiten auf eigenes unternehmerisches Risiko. Die Verträge schreiben vor, dass in der Zeit von 07:00 bis 19:00 Uhr Service zu leisten und in dieser Zeit für die Strecke ein Nutzungsentgelt zu bezahlen ist. Außerhalb der Hauptnutzungszeiten ist dieses Entgelt nicht zu entrichten, dies soll die Betreiber ermutigen, auch zu weniger profitablen Zeiten den Busweg zu betreiben. Vertraglich ist festgelegt, dass in den Tagesstunden sieben Busse auf der Strecke sein müssen, sonn- und feiertags findet eine stündliche Bedienung statt. Die Bereitstellung darüber hinausgehender Dienste ist den Unternehmen freigestellt. Die Fahrtzeit pro Richtung beträgt 38 Minuten (20 Minuten von St Ives zum Cambridge Science Park und 32 Minuten von St Ives zum Stadtzentrum).